# آباکوس: به اندازه کافی کوچک برای زندانی‌شدن
آباکوس: به اندازه کافی کوچک برای زندانی‌شدن (انگلیسی: Abacus: Small Enough to Jail) فیلمی در ژانر مستند به کارگردانی استیو جیمز است که در سال ۲۰۱۶ منتشر شد. این فیلم درباره بانک فدرال آباکوس، بانکی خانوادگی در چایناتاون، منهتن در نیویورک است که به جای «زیادی بزرگ برای ورشکستن»، «به اندازه کافی کوچک برای زندانی‌شدن» بود. چراکه تنها موسسه مالی در آمریکا بود که در خلال بحران مسکن آمریکا ۲۰۰۸ با اتهامات جنایی مواجه شد.
فیلم در سپتامبر ۲۰۱۶ و در جشنواره بین‌المللی فیلم تورنتو به نمایش درآمد. در سال ۲۰۱۷ در سری فرانت‌لاین شبکه پی‌بی‌اس به نمایش درآمد و به صورت آنلاین و به رایگان در دسترس است. فیلم در نودمین دوره جوایز اسکار، نامزد جایزه اسکار بهترین فیلم مستند شده است.